# Luc Guyau
Pour les articles homonymes, voir Guyau.
Luc Guyau, né le 21 juin 1948  à Thorigny (Vendée), est un agriculteur et syndicaliste français. Il a été président de la FNSEA de 1992 à 2001 et président de la FAO de 2011 à 2013.

## Biographie
Titulaire d'un brevet de technicien agricole, Luc Guyau est agriculteur dans sa commune natale depuis 1970 et jusqu'en 2010, exploitant en GAEC avec son frère et un neveu une ferme de 160 ha à dominante laitière.

### Responsabilités
Au niveau local, Luc Guyau a d'abord été président du Centre départemental des jeunes agriculteurs (1975-1978) puis président de la FDSEA de la Vendée (1984-1996). Il a accédé à la présidence du CNJA (1982-1984), avant d'être élu président de la FNSEA de 1992 à 2001 et président du COPA (Comité des organisations professionnelles agricoles de l’Union européenne) de 1997 à 1999. Il préside ensuite la chambre d'agriculture de la Vendée et est vice-président de la chambre régionale des Pays de la Loire de 1995 à 2010.
En tant que président de la FNSEA, il provoque une crise au sein de son organisation pour avoir réclamé en novembre 2000 « l’abattage de tous les bovins nés avant le 15 juillet 1996 » pour faire face à l’épidémie de vache folle.
Luc Guyau est président de l'assemblée permanente des chambres d'agriculture de 2001 à 2010. Il est également membre du COPA et de la FIPA (Fédération internationale des producteurs agricoles). Il est délégué du CESE au Comité pour la sécurité alimentaire mondiale au sein de la FAO, l'Organisation des Nations unies pour l'alimentation et l'agriculture. De 2001 à 2011 il a été vice-président du Conseil économique, social et environnemental (CESE) (France).
En 2009, Luc Guyau est choisi par le gouvernement français pour postuler à la présidence du conseil de la FAO. Il y est élu lors de la conférence du 24 novembre 2009 en succession de Mohammed Saeid Noori-Naeini. Il quitte alors ses fonctions nationales et locales aux chambres d'agriculture en janvier 2010,. Le 2 juillet 2011, il est réélu au poste de président indépendant du conseil lors de la 37e session de la conférence de la FAO, pour un nouveau mandat de 2 ans (jusqu'en 2013).

#### Autres mandats
- Vice-président du conseil d'administration d'AgroParisTech
- 12 janvier 2011 : nommé inspecteur général de l'agriculture, au tour extérieur, par le conseil des ministres[6].

### Engagements associatifs et politiques
Luc Guyau est le cofondateur et le président honoraire de l’association TerrEthique, destinée à sensibiliser le grand public en matière d’agriculture, d’alimentation et de gestion des ressources naturelles, autour de la question « Comment mangerons-nous demain ? ».
En juin 2011, il s’engage sur la question de la révision du Programme européen d’aide aux plus démunis, alertant l’opinion publique sur la nécessité de parvenir rapidement à un accord afin d’assurer le financement européen des associations d’aide alimentaire. Le 14 novembre 2011, un accord est trouvé afin d’assurer le financement du PEAD pour 2012 et 2013. Fin 2011, il contribue à mettre en avant la question de l’alimentation des villes, prise en compte à la FAO par l'initiative inter-disciplinaire « Des aliments pour les villes », en interrogeant la validité des processus d’urbanisation actuellement en œuvre à travers le monde. Dans ce cadre, il dénonce des dynamiques d’urbanisation conduisant à la « bidonvilisation » des périphéries urbaines et à des conflits d’occupation des sols. Dans ce cadre il plaide pour la mise en place de politiques de « cohérence alimentaires » considérant avec acuité les relations villes-campagnes dans leur dimension agricole et alimentaire et garantissant un développement équilibré des deux espaces.
En septembre 2015, il s'engage également auprès de la radio RCF Vendée où il devient chroniqueur. Chaque semaine, il propose un billet d'humeur intitulé "La Carte Blanche" sur le monde agricole. Un engagement qu'il a renouvelé à la rentrée de septembre 2016.

### Engagements politiques
- Membre de l'UMP puis des Républicains[Depuis quand ?] et secrétaire départemental adjoint chargé de l’Animation et des Conférences[10]

### Affaire judiciaire
Luc Guyau est mis en examen en 2004 et renvoyé en correctionnelle le 29 novembre 2007 pour « abus de biens sociaux, complicité et recel » avec sept autres personnes du ministère de l'Agriculture et du monde agricole. Avec les sept coprévenus, il est soupçonné d'avoir détourné 16 millions d'euros au profit de la FNSEA entre 1991 et 1999.
Ils sont relaxés le 5 décembre 2008 par le tribunal correctionnel de Paris.[réf. nécessaire]

### Décorations
- Commandeur de l'ordre du Mérite agricole
- Chevalier de l'ordre national du Mérite
- Officier de la Légion d'honneur
- Croix d'officier de l'ordre du Mérite de la République fédérale d'Allemagne (Bundesverdienstkreuz 1. Klasse)

## Publications
Sa vision de l'agriculture, basée sur l'équilibre entre les hommes, les produits et les territoires, est détaillée dans deux ouvrages :
- La Terre, les paysages et notre alimentation, Éditions du Cherche Midi, 1998
- Le Défi paysan, Éditions du Cherche Midi, 2000

Il a également publié :
- À quoi sert une chambre d'agriculture ?, Éditions de l'Archipel, 2000